# Эль Маэстро, Нестор
Нестор Эль Маэстро (англ. Nestor El Maestro, урожд. Нестор Евтич (серб. Nestor Jevtić); род. 25 марта 1983, Белград) — английский футбольный тренер. Чемпион Словакии 2017/18.

## Биография
Нестор Евтич родился в 1983 году в Белграде. В возрасте 8 лет, после распада Югославии и начавшихся в связи с этим войн, вместе с семьёй переехал в Великобританию. Он увлёкся футболом ещё в Югославии, когда отец взял его на матч «Црвены Звезды». После переезда увлечение не пропало, и Нестор стал следить за матчами Английской Премьер-лиги. В возрасте около 16 лет получил тренерскую лицензию UEFA В. В подростковом возрасте Евтич стеснялся своего сербского происхождения и дважды менял имя. Сперва, когда ему было 16—17 лет, он принял типичное английское имя, но позже посчитал это глупым и вернул своё настоящее имя Нестор, а фамилию заменил псевдонимом Эль Маэстро, поскольку это звучало круто.
Начинал карьеру, работая с несколькими любительскими командами в районе Хейвардс-Хит. Однако его мечтой было попасть в академию клуба из Премьер-лиги. Эль Маэстро анализировал видео матчей и составлял тренировочные планы, которые рассылал в различные клубы и наконец получил приглашение от директора академии «Вест Хэм Юнайтед» Тони Карра, который предложил ему провести несколько тренировок в группах до 8 или 9 лет. Поскольку «Вест Хэм» на тот момент не имел открытых вакансий, задержаться в команде не удалось, и он продолжил карьеру в Австрии, где с 2002 по 2004 год работал в системе венской «Аустрии». После Австрии он продолжил карьеру в испанской «Валенсии», где в течение двух лет тренировал юношеские составы. В 2006 году Эль Маэстро получил должность в тренерском штабе немецкого «Шальке 04», став самым молодым ассистентом в Бундеслиге. В дальнейшем работал на аналогичных должностях в «Ганновер 96» и «Гамбурге», а с 2016 по 2017 год в венской «Аустрии».
Летом 2017 года Эль Маэстро возглавил словацкий клуб «Спартак» Трнава. В свой первый сезон в качестве главного тренера он стал чемпионом Словакии, принеся «Спартаку» первый титул за 45 лет (последний раз клуб становился чемпионом в 1973 году в Чехословакии), а также дошёл с клубом до полуфинала Кубка Словакии и был признан лучшим тренером прошедшего сезона. Летом следующего года возглавил софийский ЦСКА, но был уволен из клуба в феврале, несмотря на то, что в 20 турах ЦСКА заработал 45 очков и шёл на втором месте в чемпионате. Летом 2019 года стал главным тренером австрийского «Штурма», где отработал один сезон и финишировал с клубом на шестом месте.

## Достижения

### Командные
«Спартак» Трнава
- Чемпион Словакии: 2017/18

### Личные
- Лучший тренер чемпионата Словакии в сезоне 2017/18

## Личная жизнь
У Нестора есть младший брат Никон Эль Маэстро (род. 1993), бывший футболист и футбольный тренер, работавший ассистентом в командах, возглавляемых старший братом.